# 오! 한강
오! 한강은 허영만이 그림, 김세영이 스토리를 맡은 1987년 한국 만화다. 해방 후 격동기와 민주화에 대해서 고찰하고 있는 만화다.

## 개요
성인용 극화만화로 이름을 날리고 있던 당시 허영만이 안기부로부터의 요청을 받아들여, 1987년 만화광장에 2년여 기간 동안 연재한 만화다. 당시 금기시 되고 있던 민주화 문제를 만화에서 처음으로 심도있게 고찰한 만화로 유명했었다. 1989년 연재 이후 타임출판사에서 단행본으로 발매했다.

## 등장인물
- 이강토 : 본작의 주인공. 탱화를 그리는 일을 생업으로 삼고 있다.
- 이석주 : 이강토의 아들. 민주화 운동에 매진하고 있다.

## 같이 보기
- 5.18 광주 민주화 운동